# Ciputih
Ciputih is een bestuurslaag in het regentschap Brebes van de provincie Midden-Java, Indonesië. Ciputih telt 2932 inwoners (volkstelling 2010).